# Okatica
Okatica (lat. Mora moro) je riba iz porodice Moridae (Tabinjke), kod nas se još naziva i crnkinja ili okatica veleljuska. To je jedina riba svoga roda Mora. Najčešće živi na velikim dubinama, kod nas se može naći na većim dubinama od 300 m, a na nekim mjestima u svijetu je zabilježena i na dubinama do 2500 m. Po izgledu sliči na ostale vrste bakalara, s razlikom da ima velike oči, dvije peraje kod crijevnog otvora, i repnu peraju jako razdijeljenu (mjesečast rep). Boja joj je rozo siva odozgo, dok joj je trbuh bijel. ima crvenkaste peraje, a ljuske joj se lagano odvajaju od tijela. Naraste do 80 cm duljine i do 5 kg težine. 
Rasprostranjena je u područjima umjerene temperature mora, a i u hladnijim područjima. Zabilježena je od Islanda i Farskih otoka do Maroka i Mauritanije, kao i oko otoka u Atlantiku - Azora i Madeire. Pojavljuje se na cijelom Mediteranu, uključujući i u Jadranu. Ulovljena je i na području južnog Atlantika, na području srednjeg dijela, kod podvodnih planina. U Indijskom oceanu ima je oko Madagaskara, a u Pacifiku oko južnog dijela Australije, Novog Zelanda, te oko Čilea i Perua.

## Vanjske poveznice
|  | Zajednički poslužitelj ima stranicu o temi Mora moro    |
|  | Zajednički poslužitelj ima još gradiva o temi Mora moro |
|  | Wikivrste imaju podatke o taksonu Mora moro             |